# Iperó
Iperó is een gemeente in de Braziliaanse deelstaat São Paulo. De gemeente telt 27.526 inwoners (schatting 2009).

## Aangrenzende gemeenten
De gemeente grenst aan Araçoiaba da Serra, Boituva, Capela do Alto, Porto Feliz, Sorocaba en Tatuí.